# Journy
Journy é uma comuna francesa na região administrativa de Altos da França, no departamento de Pas-de-Calais. Estende-se por uma área de 3,35 km². Em 2010 a comuna tinha 288 habitantes (densidade: 86 hab./km²).